# Жданов, Лев Львович
Лев Льво́вич Жда́нов (6 января 1908, Одесса, Херсонская губерния, Российская империя — 10 января 1992) — советский художник-мультипликатор.

## Биография
Родился 6 января 1908 года (по другим данным, 6 января 1909 года в Одессе).
В 1927 году работал художником в Ялте, оформлял улицы и площади к революционным праздникам.
В 1928—1932 годах работал художником в Государственном музее революции, оформлял экспозиции выставок.
В 1929 году (по другим данным, в 1928—1932 годах) учился на первых курсах подотдела профессионально-технического образования Московского отдела народного образования.
В 1934—1935 годах учился в Московском полиграфическом институте. По другим данным, в 1934—1936 годах учился в Московском институте изобразительных искусств у Фаворского В. А.
В 1938 году, придя работать на киностудию «Союзмультфильм», учился на курсах художников-мультипликаторов при этой студии у Радакова А. А.
Воевал на советско-финской и Великой Отечественной войнах.
Получив инвалидность, вернулся работать на «Союзмультфильм», где и проработал до 1970 года. В штатном расписании был записан как фазовщик, но работал и с кукольными фильмами.
Кроме «Союзмультфильма» также принимал участие в создании кукольных фильмов на киностудиях «Грузия-фильм», «Молдова-фильм», «Киевнаучфильм», «Азербайджанфильм».
Умер 10 января 1992 года.

## Фильмография
| Год  | Название мультфильма | Студия                             |
| ---- | --- | ---------------------------------- |
| 1938 | «Курица на улице» | «Союзмультфильм»                   |
| 1939 | «Боевые страницы» | «Союзмультфильм»                   |
| 1942 | «Лиса, заяц и петух» | «Союзмультфильм»                   |
| 1947 | «Путешествие в страну великанов»                                                                                                 | «Союзмультфильм»                   |
| 1948 | «Новогодняя ночь» | «Союзмультфильм»                   |
| 1950 | «Чудо-мельница» | «Союзмультфильм»                   |
| 1954 | «Два жадных медвежонка» | «Союзмультфильм»                   |
| 1954 | «На даче» | «Союзмультфильм»                   |
| 1955 | «Баллада о столе» | «Союзмультфильм»                   |
| 1955 | «Юля-капризуля» | «Союзмультфильм»                   |
| 1956 | «Колобок» | «Союзмультфильм»                   |
| 1956 | «Небесное созданье» | «Союзмультфильм» и «Мосфильм»      |
| 1956 | «Чудесный колодец» | «Союзмультфильм»                   |
| 1957 | «Почему ушёл котёнок» | «Союзмультфильм»                   |
| 1957 | «Тихая пристань» | «Союзмультфильм»                   |
| 1958 | «Краса ненаглядная» | «Союзмультфильм»                   |
| 1958 | «Мы за солнышком идём» | «Союзмультфильм»                   |
| 1958 | «Петя и волк» | «Союзмультфильм»                   |
| 1958 | «Старик и журавль» | «Союзмультфильм»                   |
| 1959 | «Али-Баба и сорок разбойников»                                                                                                   | «Союзмультфильм»                   |
| 1959 | «Вернулся служивый домой» | «Союзмультфильм»                   |
| 1959 | «Пересолил» | «Союзмультфильм»                   |
| 1960 | «Петя-Петушок» | «Союзмультфильм»                   |
| 1960 | «Прочти и катай в Париж и Китай»                                                                                                 | «Союзмультфильм»                   |
| 1960 | «Секрет воспитания» | «Союзмультфильм»                   |
| 1960 | «Про козла» | «Союзмультфильм»                   |
| 1961 | «Заокеанский репортёр» | «Союзмультфильм»                   |
| 1961 | «Кто самый сильный?» | «Союзмультфильм»                   |
| 1961 | «Три пингвина» | «Союзмультфильм»                   |
| 1962 | «Кто сказал мяу?» | «Союзмультфильм»                   |
| 1963 | «Сказка о старом кедре» | «Союзмультфильм»                   |
| 1963 | «Внимание! В городе волшебник!»                                                                                                  | «Союзмультфильм» и «Беларусьфильм» |
| 1964 | «Левша» | «Союзмультфильм»                   |
| 1965 | «Добрыня Никитич» | «Союзмультфильм»                   |
| 1965 | «Как один мужик двух генералов прокормил»                                                                                        | «Союзмультфильм»                   |
| 1966 | «Тимошкина ёлка» | «Союзмультфильм»                   |
| 1967 | «Поди туда, не знаю куда» | «Союзмультфильм»                   |
| 1968 | «Трактористы» | «Союзмультфильм»                   |
| 1968 | «Подарок» | «Киевнаучфильм»                    |
| 1969 | «Джиртдан» | «Азербайджанфильм»                 |
| 1969 | «Солнечное зёрнышко» | «Союзмультфильм»                   |
| 1971 | «Приключения Незнайки и его друзей» (серия «Коротышки из Цветочного города»)                                                     | Творческое объединение «Экран»     |
| 1972 | «Приключения Незнайки и его друзей» (серии «Незнайка — музыкант», «Воздушное путешествие» и «Как Знайка придумал воздушный шар») | Творческое объединение «Экран»     |
| 1973 | «Секрет ЛСУ» | «Молдова-фильм»                    |
| 1973 | «Хвастунишка Петрикэ» | «Молдова-фильм»                    |
| 1975 | «В гостях у гномов» | «Союзмультфильм»                   |
| 1979 | «Домашний цирк» | «Союзмультфильм»                   |
| 1981 | «В тусклом царстве, в сером государстве»                                                                                         | «Куйбышевтелефильм»                |

| Год  | Название мультфильма          | Студия              |
| ---- | ----------------------------- | ------------------- |
| 1978 | «Лесные сказки. Фильм первый» | «Куйбышевтелефильм» |
| 1980 | «Семь братьев»                | «Куйбышевтелефильм» |

## Награды
- 1944 — медаль «За боевые заслуги»[7]
- 1985 — орден Отечественной войны I степени[1][2][7]

## Рецензии, отзывы, критика
По воспоминаниям Малянтовича К. Г., опубликованным в журнале «Киноведческие записки» в 2007 году, Лев Жданов не был сильным художником. В 1941 году, будучи тяжело раненным в руку и бок, якобы, попал в плен. Из немецкого концлагеря, якобы, был освобождён в 1945 году. Пройдя, якобы, фильтрационный лагерь, вернулся на «Союзмультфильм». Искалеченной на фронте кистью руки он с трудом удерживал карандаш и рисовал движениями не пальцев, а всей руки. Жалевшие его режиссёры давали для прорисовок сцены попроще. Согласно примечаниям Бородина Г. Н. к упомянутым воспоминаниям, Жданов запомнился современникам небольшим скромным человеком, крепившим резинкой палец к локтю для неподвижности кисти руки при рисовании.
В 1973 году Леонид Домнин пригласил Льва Жданова сотрудничать со студией «Молдова-фильм» для съёмок своих первых фильмов «Секрет ЛСУ» и «Хвастунишка Петрикэ» в связи с тем, что в Молдавии своих художников-мультипликаторов ещё не было, а Жданов был профессионалом и, к тому же, находился на пенсии, что позволяло ему приезжать в Кишинёв на длительные сроки. В Молдавии Жданов не только выполнял работу художника-мультипликатора, но и плодотворно делился своим ценным опытом — искусством оживления мультипликационных героев.
По мнению Марии Костюкович, в киносказке «Внимание! В городе волшебник!» недобрый сюжет исходной повести был смягчён трепетной детской тайной о том, что игрушки тоже одушевлены. Этого смягчения удалось добиться благодаря тому чудесному юмору, с которым аниматоры Лев Жданов, Вячеслав Шилобреев и Юрий Норштейн «оживили» кукол.
По воспоминаниям Татьяны Ждановой (дочери Льва Жданова), её отец проработал на «Союзмультфильме» 32 года с 1938 года, с перерывами на военные действия. Много рассказывал дочери о войне. С его слов она запомнила, что в октябре 1941 года под Смоленском Лев Жданов был тяжело ранен разрывной пулей в руку, попал в плен. Сбежал из лагеря с бойцом, жившим в деревне в восьмидесяти километрах от лагеря. До прихода советских войск прятался в этой деревне. Пройдя проверку, был направлен служить в сапёрный батальон. Ввиду ограниченной годности из-за ранения служил телефонистом. Встретив Победу в Румынии, в августе 1945 года вернулся в Москву на «Союзмультфильм». После войны начал любить выпивать.